# 第3外人歩兵連隊
第3外人歩兵連隊（だいさんがいじんほへいれんたい、3e régiment étranger d'infanterie：3e REI）は、ギュイヤンヌ・フランセーズクールーに駐屯する、 フランス領ギアナ駐屯フランス軍（FAG）隷下のフランス陸軍の歩兵連隊である。
兵種は歩兵、伝統的区分は外人部隊である。

## 沿革
- 1915年：アルジェリアにおいて外人行進連隊として編制される。
- 1921年：モロッコに派遣。
- 1944年：アルザスでの戦闘に参加。
- 1945年：第3外人歩兵連隊に改編。
- 1946年：第一次インドシナ戦争に参加。
- 1955年：アルジェリア戦争に参加。
- 1956年：1個大隊をマダガスカルに派遣。
- 1962年：マダガスカル、ディエゴ・スアレスに移駐。
- 1973年：クールーに移駐。
- 1986年：器材中隊が廃止。続いて偵察・支援中隊も廃止。
- 2003年：第3中隊廃止。
- 2004年：第2中隊がハイチに派遣。

## 最新の部隊編成

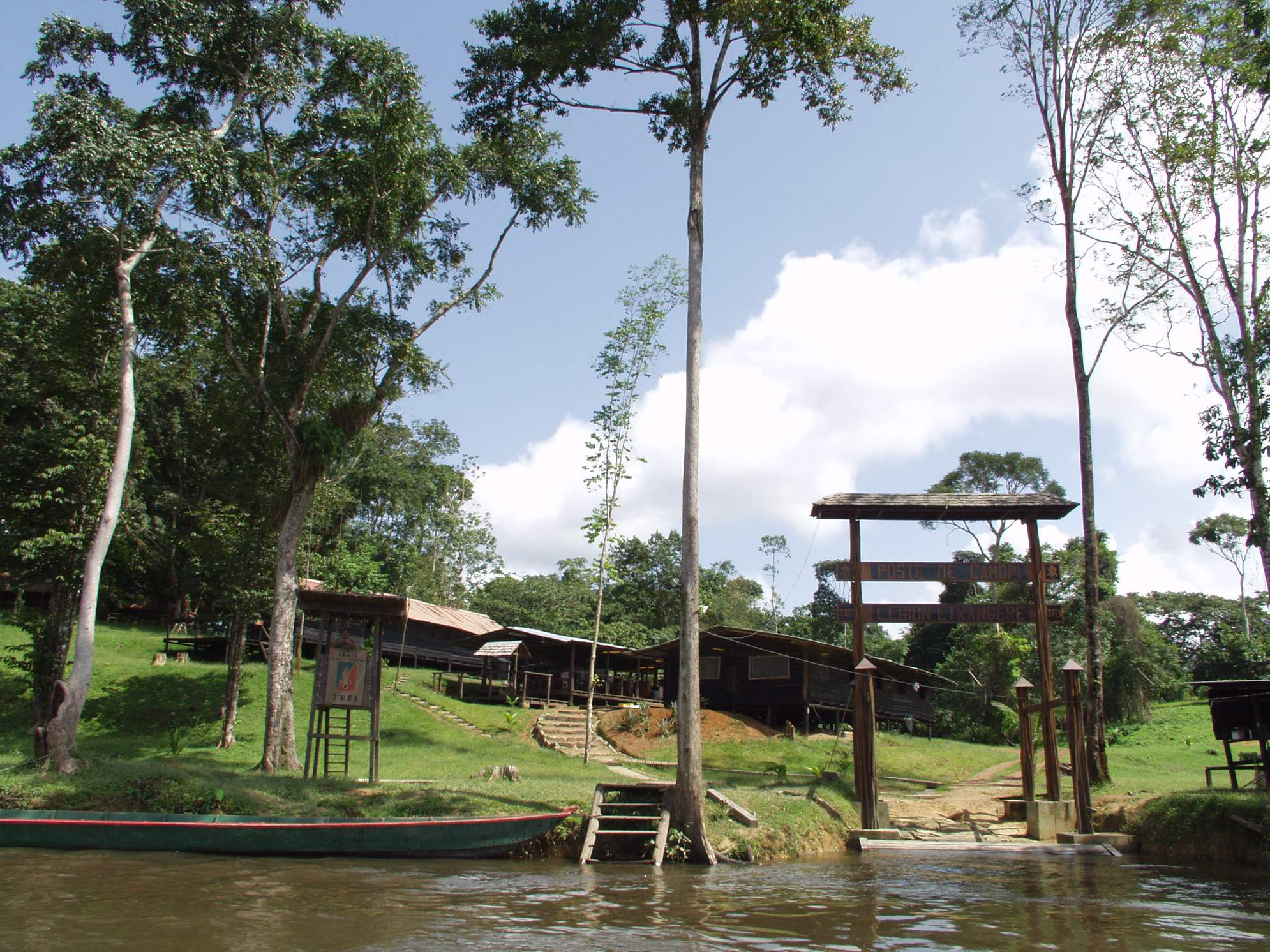
兵舎の様子

- 連隊本部
- 本部管理中隊
- 第1中隊
- 第2中隊（混成。4ヶ月ごとに交代）
- 密林訓練隊（2個小隊からなる）

### 定員
- 連隊の人員構成は、約640名からなる。
- 連隊の混成中隊は他の外人部隊隊員とそれぞれ定期的に交代して勤務に就いている。

## 連隊の任務

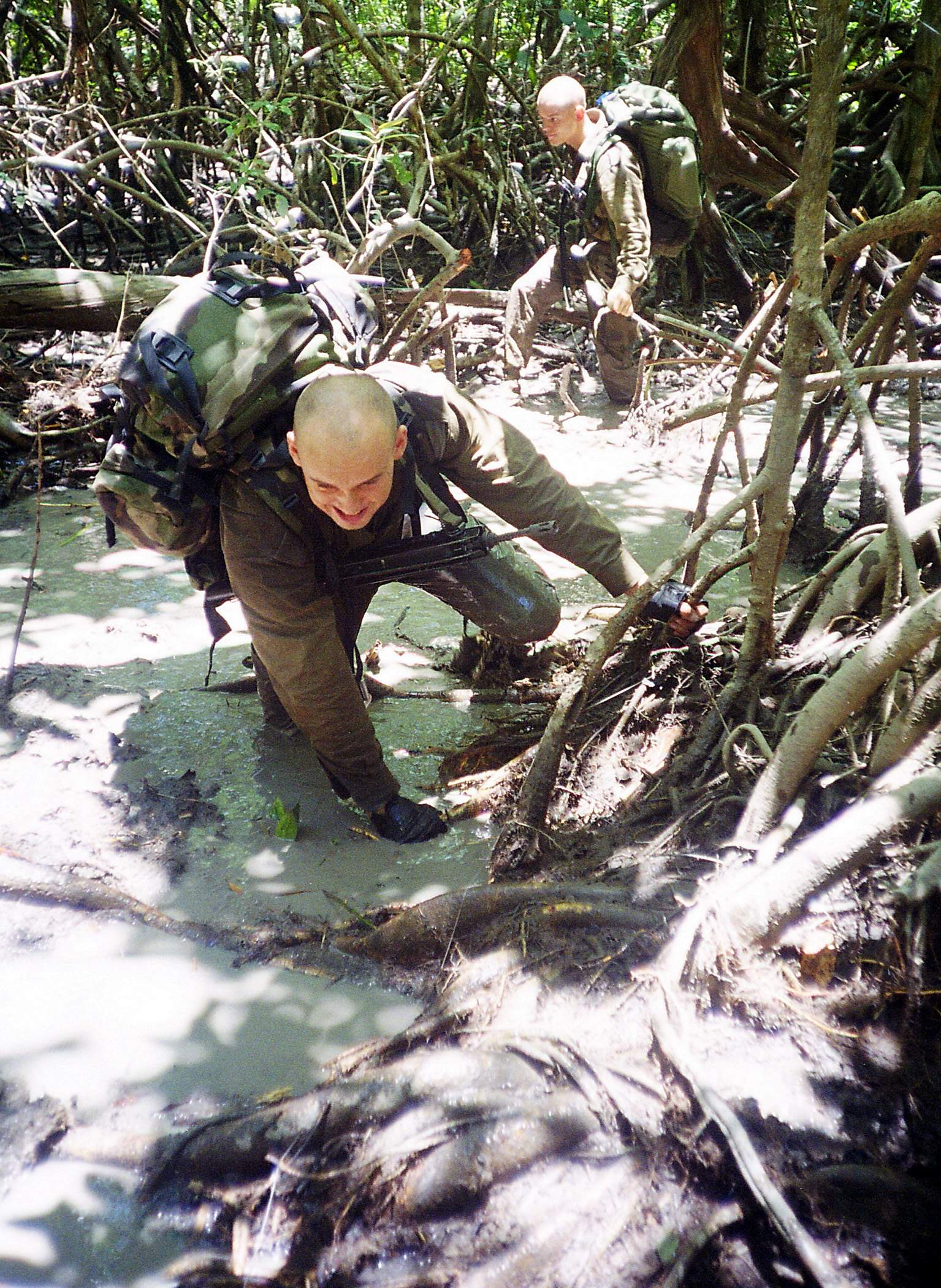
密林内での訓練の様子

連隊は、フランスの海外県の主権確保、ギアナ宇宙センターの警備、領域警備及びフランス権益の保護及び環境適応訓練が実施できるようにすることにある。また、平和維持活動にも小規模な部隊を派遣している。

## 主要装備
- GIAT BM92-G1
- FA-MAS
- FR-F2
- AAT-F1
- AA-52
- 12.7mm重機関銃
- RTF1 120mm迫撃砲
- LLR 81mm迫撃砲
- ERYX
- ミラン
- HOT
- VAB
- VAL
- P4
- TRM 2000